# Борне-Суліново

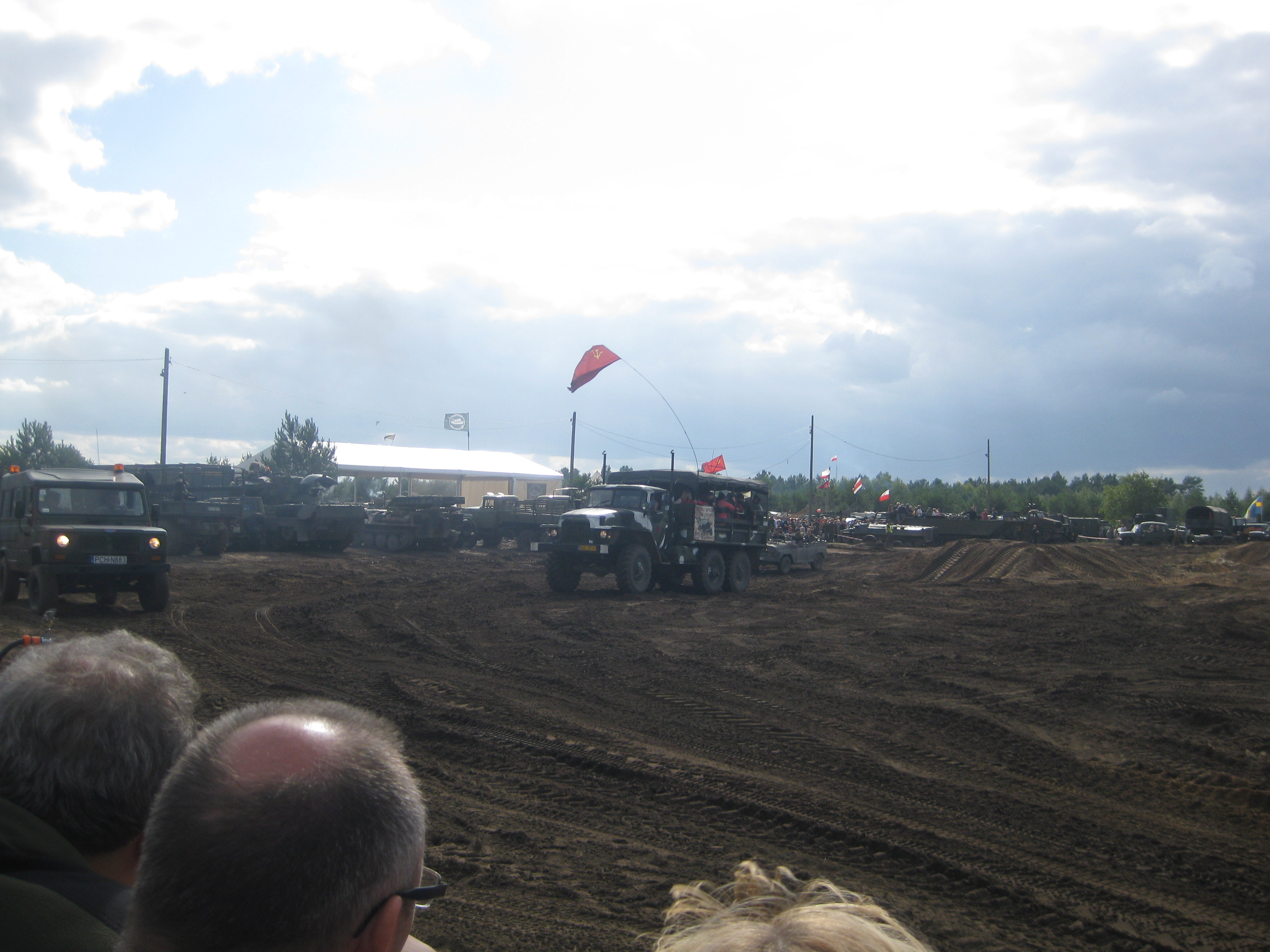
XI Ралі військових автомобілів — 2014

Борне-Суліново (пол. Borne Sulinowo, нім. Groß Born) — місто в Польщі, розташоване на території Західнопоморського воєводства, входить до складу Щецінецького повіту, має статус сільсько-міської гміни.
Статус міста надано 15 вересня 1993 року.
Станом на 31 березня 2014 року, у місті мешкали 4 914 жителів.В добу перебування Польщі в складі Варшавського Договору тут знаходилася танкова бригада військ СРСР

## Історія
Борне-Суліново спершу називалося Gross Born. Його заснували німці ще у 1933 році як осідок офіцерської школи та полігон площею 18 тисяч гектарів. У північній Польщі нацисти побудували на території, яка сягала Балтійського моря, величезну оборонну систему бункерів під назвою «Поморський вал».
У 1945 році місто завоювала Червона армія. Радянське командування перейняло від німців і військові полігони та оборонні системи. Саме звідси, за планами Варшавського договору, радянські дивізії мали починати наступ на країни НАТО [джерело?]. Польські фахівці припускають, що до 1989 року на навколишніх полігонах у північній Польщі була дислокована радянська ядерна зброя.

## Демографія
Демографічна структура станом на 31 березня 2011 року:
|          | Загалом | Допрацездатний вік | Працездатний вік | Постпрацездатний вік |
| -------- | ------- | ------------------ | ---------------- | -------------------- |
| Чоловіки | 2278    | 476                | 1435             | 367                  |
| Жінки    | 2512    | 508                | 1347             | 657                  |
| Разом    | 4790    | 984                | 2782             | 1024                 |